# Horní Jelení (zámek)
Zámek v Horním Jelení je jednoduchá budova, která se nachází východně od centra města Horní Jelení v okrese Pardubice. Byla postavena ve 2. polovině 19. století a není zámkem v obvyklém smyslu. Je v majetku rodu Bubnů z Litic, ale nikdy nebyla využívána jako šlechtické sídlo a z historicko-uměleckého pohledu ničím nevyniká. 

## Historie a popis
Snad už od 10. století stávala na severním cípu dnešního náměstí v Horním Jelení tvrz a pak hrad; svědčí o tom kamenné sklepy tamních domů. Za prvního známého držitele jelenského panství je považován Jiří z Poděbrad. V roce 1573 získal panství rytíř Heřman z Bubna a na Skášově a od té doby rodu Bubnů patřilo. Za Heřmana z Bubna vznikla i dřevěná tvrz, která byla v roce 1817 pro chatrnost zbourána. V roce 1865 pak nechali Bubnové v lokalitě „na Sádkách“ vystavět jednoduchou jednopatrovou budovu, zvanou zámek.

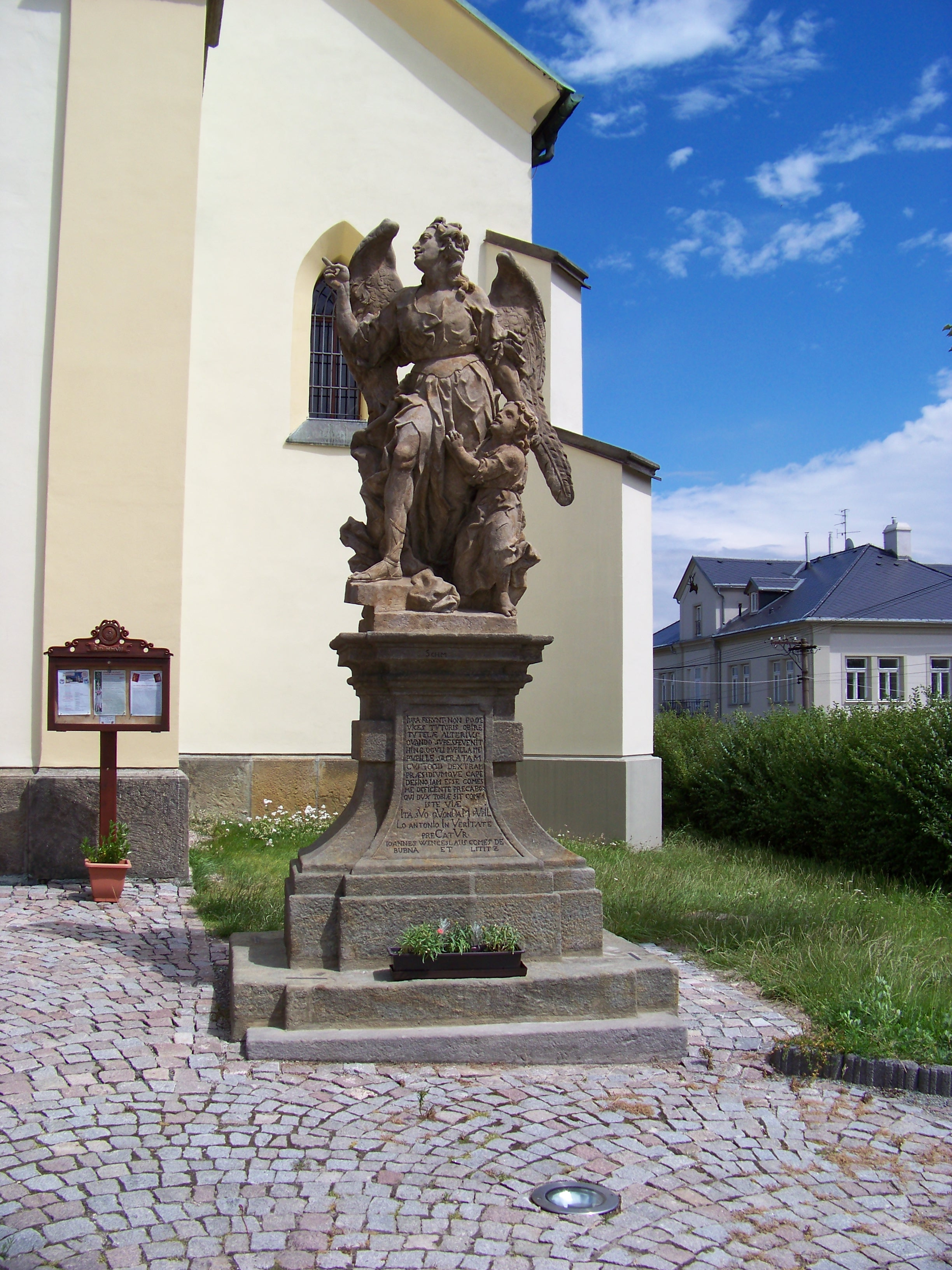
Socha u kostela Nejsvětější Trojice, tzv. zámek vpravo v pozadí

Bylo tu především centrum hospodářského řízení jelenských statků, snad byla budova využívána i jako lovecký zámeček, nikdy tu ale nebylo sídlo hraběcího rodu (tím byl zámek Doudleby). Po roce 1948 byly majetky Bubnů vyvlastněny, ale v restituci v roce 1994 jim byla i budova v Horním Jelení vrácena.
Takzvaný zámek je obdélníková patrová budova obrácená hlavním severním průčelím do ulice, s krátkým středním křídlem na zadní jižní straně. V patře nad hlavním vchodem je balkon, nevýrazný středový rizalit s oknem na úrovni střechy zakončuje trojúhelníkový štít s plastikou jelení hlavy.  
Budova není zařazena mezi nemovité kulturní památky. Naproti ní je na druhé straně ulice 5. května pozoruhodnější a památkově chráněný kostel Nejsvětější Trojice, jednoduchá neogotická stavba z let 1864–1866.